# Baron Rouge
Pour plus de détails, voir Fiche technique et Distribution.
Ne doit pas être confondu avec Le Baron Rouge.
Baron Rouge (Der Rote Baron) est un film germano-britannique réalisé par Nikolai Müllerschön (en), sorti en 2008.

## Synopsis
En Allemagne lors de la Première Guerre mondiale, le jeune pilote Manfred von Richthofen, le « Baron Rouge », est le pilote le plus craint et célèbre de l'armée de l'air impériale allemande. Sa passion pour l'aviation lui ferait presque oublier que l'Europe est en guerre. Quand il tombe amoureux de la belle infirmière Käte, il réalise peu à peu que son image est utilisée à des fins de propagande. Il doit alors faire le choix entre son dégoût pour la guerre et son sens du devoir.

## Fiche technique
- Titre original : Der Rote Baron
- Réalisation : Nikolai Müllerschön (en)
- Scénario : Nikolai Müllerschön
- Assistant-réalisateur : Janvier Sebastian Ballhaus
- Musique : Dirk Reichardt, Stefan Hansen
- Directeur de la photographie : Klaus Merkel
- Costumes : Gundrun Scretzmeier
- Effets spéciaux : Jens Döldissen
- Producteur : Dan Maag, Nikolai Müllerschön
- Société de production : Niama Films
- Budget : 22 millions de dollars
- Pays d'origine : Allemagne, Royaume-Uni
- Langue : allemand, anglais, français
- Durée : 100 minutes
- Genre : Film de guerre
- Dates de sortie : 
  - Allemagne : 31 mars 2008
  - France :  10 avril 2008

## Distribution
- Matthias Schweighöfer (VFB : Sébastien Hébrant) : Manfred von Richthofen le « Baron Rouge »
- Lena Headey (VFB : Maia Baran) : Käte Otersdorf
- Til Schweiger (VFB : Jean-Michel Vovk) : Werner Voss
- Joseph Fiennes (VFB : Franck Dacquin) : Arthur Roy Brown
- Volker Bruch (VFB : Alain Eloy) : Lothar von Richthofen
- Hanno Koffler (VFB : Karim Barras) : lieutenant Lehmann
- Ralph Misske (VFB : André Pauwels) : Menzke
- Maxim Mehmet (VFB : Antoni Lo Presti) : Friedrich Sternberg
- Axel Prahl : général Ernst von Hoeppner
- Branislav Holicek : Wolfram von Richthofen
- Jan Vlasák : major von Richthofen
- Julie Engelbrecht : Ilse von Richthofen
- Vlasta Svatkova : une fille blonde

## Analyse

### Différences avec la réalité historique
La relation amoureuse entretenue avec l'infirmière est une invention du scénario, car Manfred von Richtofen n'aurait eu aucune relation amoureuse connue. Du vivant du Baron Rouge, une photo en compagnie d'une infirmière pendant la convalescence du pilote après sa blessure (authentique) à la tête, aurait fait croire qu'il allait se marier.
Le film présente Manfred von Richtofen comme un chevalier des airs qui épargne ses ennemis lorsqu'ils sont hors d'état de nuire. Un documentaire diffusé sur Arte affirme que le pilote allemand avait expliqué avoir achevé des adversaires hors de combat ou posés au sol.[réf. nécessaire]